# Vosough od-Dowleh
Hassan Vosough od-Dowleh (in persiano حسن وثوق‌الدوله‎) (1º aprile 1868 – Teheran, 3 febbraio 1951) è stato un politico iraniano e due volte primo ministro dell'Iran. Era il fratello maggiore di Ahmad Qavam, anch'egli ex primo ministro.

## Vita
Hassan Vossug nacque in una delle famiglie più celebri dell'Iran. Suo padre era Mirza Ebrahim Motamed os-Saltaneh, e il nonno era Mohammad Qavam od-Dowleh.
La madre di Vossug morì in giovane età, e fu assistito in seguito da uno zio mentre il padre lavorava come responsabile finanziario in diverse province dell'Iran. Fu istruito a casa da tutori e parlava correntemente francese e inglese. Da adolescente, accompagnò il padre nei suoi viaggi e in giovane età assunse l'amministrazione finanziaria dell'Azerbaigian persiano.
Vossug fu eletto membro fondatore e vicepresidente dell'Assemblea consultiva nazionale inaugurale (Majles) dell'Iran nel 1906. Negli anni dal 1911 al 1915 Vossug fu il primo ministro degli Esteri e poi ministro delle finanze. Servì come primo ministro dall'agosto 1916 al giugno 1917 e nuovamente dall'agosto 1918 al luglio 1920.
Vossug svolse un ruolo di primo piano nei negoziati che condussero all'accordo anglo-persiano del 1919. Tale accordò portò ad accuse di essere stato corrotto dagli inglesi. Sebbene Vossug avesse negato di essersi arricchito personalmente, offrendosi anche di rimborsare il denaro, la sua reputazione ne risultò talmente danneggiata che dovette lasciare l'Iran.
Vossug tornò nel paese nel giugno 1926, non molto tempo dopo l'ascesa del nuovo re Reza Shah. Servì nuovamente per un breve tempo come ministro delle finanze e poi come ministro della giustizia. Si dimise da ministro per candidarsi a un seggio nel Majles, al quale fu eletto. Dopo la scadenza del suo mandato nel 1928, Vossug si ritirò dalla politica, sebbene fosse ancora spesso consultato da Reza Shah nelle questioni finanziarie. Nel 1936 divenne membro della neonata Accademia di lingua e letteratura persiana.
Hassam Vassug morì nel 1951 a Teheran.